# Austrocactus praecox
Austrocactus praecox es una especie de planta suculenta perteneciente al género Austrocactus, dentro de la familia Cactaceae. Es endémica del noroeste de Argentina.

## Descripción
Austrocactus praecox es una especie de cactus pequeño con el tallo cilíndrico, delgado, de color negro verdoso. Puede alcanzar alturas de entre 10 a 30 cm.
El color de sus espinas varía desde el blanco hasta el marrón y tienen forma de gancho. Las espinas radiales son numerosas y cortas, mientras que las espinas centrales son más largas, robustas y suelen ser más prominentes.
Las flores son diurnas, de color amarillento blanquecino o asalmonadas y suelen aparecer en la parte superior del tallo.

## Distribución y hábitat
El área de distribución nativa de esta especie es el noroeste de Argentina (en la provincia de Mendoza) y crece principalmente en el bioma subtropical.

## Taxonomía
Austrocactus praecox fue descrita por Elisabeth Sarnes y Norbert Sarnes y publicada por primera vez en la revista científica Kakteen und andere Sukkulenten 71: 228 en 2020.

Etimología
- Austrocactus: nombre genérico que proviene del latín australis (que significa 'del sur') y el sufijo cactus, haciendo referencia a que es un cactus que se localiza en el sur.[3]
- praecox: epíteto específico que proviene del latín praecox, que significa 'prematuro' o 'temprano', haciendo referencia a la floración temprana de esta planta en comparación con las otras especies. De hecho, las plántulas de apenas 18 meses son capaces de florecer.[4]

## Usos
Se cultiva principalmente como planta ornamental. 